# 東京大学大学院医学系研究科医学教育国際研究センター
東京大学大学院医学系研究科医学教育国際研究センター（こくさいきょうりょくけんきゅうせんたー、（英: International Research Center of Medical Education, Graduate School of Medicine, The University of Tokyo）は、東京大学大学院医学系研究科・医学部の研究機関。

## ミッション
優れた臨床医へ向けた医学教育と、生命科学の急速な発展とそれを受けた臨床への架け橋研究に従事する医師、医学研究者を育てることを推進する。

## 設立の経緯
1990年代後半、東大医学部で医学教育の改革の動きが活発となり、医学教育を専門とする教員のポストの設立を目指していた。当時文部省では、国際支援のための組織として、大学に国際協力研究センターを作ることにしており、文部省大臣官房国際課国際協力政策室が推進した保健医療領域のセンターの考えと融合し、2000年、「東京大学医学教育国際協力研究センター」が設置された。
2013年、医学系研究科附属の「医学教育国際研究センター」として再出発し、改組した。

## 所在地
〒113-0033 東京都文京区本郷7-3-1
- 医学部総合中央館2階

## 部門
- 医学教育学
- 医学教育国際協力学

主な活動：
- JICA アフガニスタンプロジェクト
- JICAラオスプロジェクト
- JICAインドネシアプロジェクト
- WHOフェロー研修プログラム

## 沿革
- 2000年4月 - 東京大学全学センター「医学教育国際協力研究センター」として発足（センター長加我君孝）。
- 2005年7月 - JICAアフガニスタン医学教育プロジェクト開始（〜2008年6月）。
- 2005年7月 - 日本医学教育学会主幹。
- 2007年1月 - センター外部評価。
- 2007年4月 - 山本一彦センター長着任。
- 2007年12月 - JICAラオス国セタティラート大学病院医学教育研究機能強化プロジェクト（〜2010年11月）。
- 2008年10月 - 東京大学・東京医科歯科大学合同模擬患者養成プロジェクト「模擬患者つつじの会」発足。
- 2010年5月 -「医学教育国際協力研究センター 10周年記念誌」発刊。
- 2011年4月 - 東京大学医学教育基礎コース開始。
- 2013年4月 - 東京大学大学院医学系研究科医学教育国際研究センターとして改組。